# Vauriella gularis
A Vauriella gularis  a madarak osztályának verébalakúak (Passeriformes) rendjébe és a légykapófélék (Muscicapidae) családjába tartozó faj.

## Rendszerezése
A fajt Richard Bowdler Sharpe angol zoológus és ornitológus írta le 1888-ban, a Rhinomyias nembe Rhinomyias gularis néven. Besorolása vitatott, egyes szervezetek jelenleg is ide sorolják.

## Alfajai
- Vauriella gularis gularis Sharpe, 1888
- Vauriella gularis kamlae Leh, 2005[3]

## Előfordulása
Délkelet-Ázsiában, Brunei, Indonézia és Malajzia területén, Borneó szigetén honos. Természetes élőhelyei a szubtrópusi vagy trópusi hegyi esőerdők. Állandó, nem vonuló faj.

## Megjelenése
Testhossza 15 centiméter.

## Természetvédelmi helyzete
Az elterjedési területe nagy, egyedszáma ugyan csökken, de még nem éri el a kritikus szintet. A Természetvédelmi Világszövetség Vörös listáján nem fenyegetett fajként szerepel.